# هيت راديو
هيت راديو (بالإنجليزية: Hit Radio)‏ إذاعة خاصة مغربية ترفيهية موسيقية ومالكها هو يونس بومهدي، أنشئت سنة 2006 وتعتبر أول إذاعة مغربية متخصصة في الموسيقى وخصوصا الموسيقى الشبابية. تقدم الموسيقى على تنسيق 40 بين هيب هوب، راب، روك، R&B. بالإضافة إلى %40 للموسيقى المغربية وبالإضافة إلى ذلك تقدم برامج ترفيهية ومسابقات تفاعلية.
إذاعة هيت راديو إذاعة شبابية موجهة إلى الشباب بين 12 سنة و 35 سنة باعتبارها الفئة الأكثر اهتمام بالموسيقى.

## تاريخ
في سنة 1993 تقدم يونس بومهدي بطلب رسمي إلى وزارة الداخلية المغربية لإنشاء إذاعة خاصة بالمغرب، لكنه انتظر إلى حين تعديل القوانين الخاصة بالمجال السمعي البصري سنة 2003. ليستلم الرد الرسمي بعد 13 سنة من الإجراءات.
وفي 17 مايو 2006، تم التوقيع على دفتر تحملات الإذاعة من طرف المجلس الأعلى للتواصل السمعي البصري CSCA ورئيس مجلس الإدارة يونس بومهدي.
وفي 1 يوليو 2006، كانت انطلاقة هيت راديو من مدينة الرباط.
ابتداءا من الشطر الثاني من سنة 2006 وبداية سنة 2007، تم إضافة 7 ترددات على محور الرباط، الدار البيضاء، مراكش.
وفي نونبر 2011، وصلت هيت راديو إلى 74 تردد على مجموع ربوع المملكة، وترددات أخرى خارج المملكة كـبانغي عاصمة جمهورية أفريقيا الوسطى فرنسا، الجزائر، كندا، تونس، البرتغال، الغابون، بوركينا فاسو والسنغال. إضافة إلى البث المباشر عبر الإنترنت

## مشاكل قضائية

### مشكلة تدبير البث المباشر
سنة 2007، أنشئت هيت راديو برنامج مسائي باسم libre antenne الذي يتناول جميع المواضيع ويناقش جميع الأحداث من طرف شباب مغربي يبحث عن التعبير في ظل احتكار الإذاعات المغربية للآراء واستطاعت هيت راديو بهذا البرنامج التربع على عرش أول إذاعة عربية حرة وخاصة فعليا.، لكن كان لهذا الإنجاز ترتبات مادية على الإذاعة:
- في 14 نونبر 2007 قامت CSCA بمعاقبة هيت راديو على خليفية سوء التدبير والتسيير للبث المباشر الخاص ببرنامج Libre antenne.[4]

### مشكلة في مكسجة أغنية
- في 9 يونيو 2010 قامت الهيئة العليا للاتصال السمعي البصري بفرض غرامة 70.000 درهم على هيت راديو وسحب الرخصة المهنية لمدة سنة واحدة بسبب ماحدث في حلقة 18 و 27 مايو 2010 من البرنامج الصباحي Le morning de momo الذي يقدمه المنشط مومو بسبب خطأ في مكسجة أغنية للمغني البلجيكي ستروماي، وقالت الهيئة أن الخطأ أنتج عنه مصطلح يخدش الحياء للجمهور ويفقد المهنية داخل المجال السمعي البصري بالمغرب، وكان الخطأ في وضع الميكساج للأغنية مما أدى إلى خروج كلمة sexe (جنس).[1]

## دعم الشباب

### مواهب في الدي جي
- تنظم هيت راديو مسابقة سنوية لاكتشاف المواهب في مجال ال دي جي بشراكة مع شركة ريدبول وتقوم بتنظيم حفل مخصص لتقديم الفائر بلقب HITRADIO Master DJ Redbull.[5]

### مواهب في ال Mixtape
- تقوم أيضا باكتشاف المواهب الخاصة بالميكساج HITRADIO Mixtape يوميا وتقوم بتقديم العمل كخطوة إيجابية لتحفيز المهتمين بالميكساج الموسيقي بتقديم أعمالهم عبر الموقع الإلكتروني

### دعم المقبلين على الباكالوريا
- تقدم نصائح خاصة بالطلبة المقبلين على امتحانات الباكالوريا كل سنة كشكل من الدعم المعنوي

## برامج الإذاعة
برنامج مومو الصباحي (بالإنجليزية: Momo Morning Show)‏ من السادسة صباحا إلى الحادية عشر (من الإثنين إلى الجمعة)
برنامج Les Hits à la demande مع (زينب) من الثانية عشر زوالا إلى الرابعة عصرا (من الإثنين إلى الجمعة)
برنامج Hit factory من الرابعة عصراً إلى الثامنة مساءا مع (طيب)
برنامج ِConnect Hit من الثامنة مساءاً إلى منتصف الليل مع (صوفيا) (من الإثنين إلى الجمعة)
برنامج طوب 30 كل يوم السبت والأحد من الساعة العاشرة صباحا إلى الساعة الثانية عشر زوالا
| المسار = http://www.hitradio.ma
| العنوان = HIT RADIO 100% HITS
| الموقع = HIT RADIO
| اللغة = en
| تاريخ الوصول = 2017-02-07
}}</ref>

## تغطيات خاصة
تقوم إذاعة هيت راديو بتغطيات خاصة آنية ومباشرة لعدة أحداث فنية ورياضية مقامة في المغرب، تستضيف خلالها الإذاعة ضيوفا ومشاهير انطلاقا من بلاطوهاتها المتنقلة إلى قلب الحدث.

## وصلات خارجية
- موقع هيت راديو
- البث المباشر